# Nikolaï Nadirashvili
Nikolaï Semionovitch Nadirachvili (en russe : Николай Семёнович Надирашвили), né 23 juin 1955, est un mathématicien russe qui travaille en géométrie différentielle, en équations aux dérivées partielles et en analyse.

## Formation
Nadirashvili est un ancien élève d'Evgenii Landis à l'Université d'État Lomonossov de Moscou, où il a obtenu son doctorat en 1981. Il a ensuite travaillé à l'Institut de géophysique et, à partir de 1995, à l'Institut de transmission de l'information de l'Académie des sciences de Russie.

## Carrière
En 1990-1991, Nadirashvili est bénéficiaire d'un prix de recherche Humboldt à l'Université de Bielefeld. Il est ensuite, dans les années 1990, chercheur invité à l'Institut Erwin Schrödinger de Vienne, à l'Institut des hautes études scientifiques et à l’École polytechnique fédérale de Zurich. En 1997-1998, il est professeur assistant au Massachusetts Institute of Technology et, de 1998 à 2004, il est  professeur à l'Université de Chicago. Il est ensuite directeur de recherche (émérite depuis) au CNRS à l'Université d'Aix-Marseille (Laboratoire d'Analyse, Topologie, Probabilités, LATP).

## Recherche
Nadirashvili a prouvé, en construisant un exemple, l'existence dans l'espace {\displaystyle \mathbb {R} ^{3}} de surfaces minimales immergées complètes, bornées et à courbure négative (appelées surfaces de Nadirashvili). Il a, par là-même, résolu un problème posé par Jacques Hadamard, Eugenio Calabi et Shing-Tung Yau.  Auparavant, David Hilbert avait montré que des surfaces immergées complètes dans {\displaystyle \mathbb {R} ^{3}} ne pouvaient avoir de courbure négative constante et, en 1963, Nikolai Efimov avait démontré que la courbure négative ne pouvait pas avoir une borne supérieure négative.
Nadirashvili a également obtenu d'importants résultats en théorie du potentiel et sur le lien entre la géométrie et les valeurs propres de l'opérateur laplacien. En 1995, il a démontré une conjecture de John William Strutt Rayleigh, ouverte depuis 1877, selon laquelle, parmi toutes les plaques planes encastrées d'aire donnée, la plaque délimitée par un cercle possède la fréquence propre la plus faible. Avec Iosif Polterovich et Dmitry Jakobson (d), il a prouvé l'existence de métriques extrémales (par rapport à la première valeur propre de l'opérateur laplacien) pour la bouteille de Klein.
Nadirashvili a résolu, avec Wolfhard Hansen (d) de l'université de Bielefeld,  le « problème du disque unique » énoncé par John Edensor Littlewood en prouvant qu'une fonction bornée continue {\displaystyle f(x)}, définie dans un domaine plan borné {\displaystyle G}, n'est pas nécessairement  harmonique si sa valeur en {\displaystyle x} est égale à la valeur moyenne de la fonction sur au moins un cercle autour de {\displaystyle x} dans {\displaystyle G} (« propriété de valeur moyenne »).

## Distinctions
- Prix G. de B. Robinson (2008)
- Prix Gay-Lussac Humboldt (2013)
- Frontiers of Science Award  au Congrès international des sciences fondamentales, Pékin (2023).